# Edvin Mathiasson
Berndt Edvin Mathiasson (ur. 16 kwietnia 1890, zm. 15 marca 1975) – szwedzki zapaśnik walczący w stylu klasycznym. Brązowy medalista olimpijski ze Sztokholmu 1912. Walczył w wadze lekkiej.

## Letnie Igrzyska Olimpijskie 1912
| Konkurencja            | Rundy eliminacyjne      | Rundy eliminacyjne    | Rundy eliminacyjne      | Rundy eliminacyjne  | Rundy eliminacyjne       | Rundy eliminacyjne | Rundy eliminacyjne | Runda finałowa    | Runda finałowa           | Klas. końcowa |
| Konkurencja            | Przeciwnik I            | Przeciwnik II         | Przeciwnik III          | Przeciwnik IV       | Przeciwnik V             | Przeciwnik VI      | Przeciwnik VII     | Przeciwnik I      | Przeciwnik II            | Miejsce       |
| ---------------------- | ----------------------- | --------------------- | ----------------------- | ------------------- | ------------------------ | ------------------ | ------------------ | ----------------- | ------------------------ | ------------- |
| 67,5 kg styl klasyczny | Andreas Dumrauf (GER) Z | Raymond Cabal (FRA) Z | Volmar Wikström (FIN) P | Dezső Orosz (HUN) Z | Herbrand Lofthus (NOR) Z | Jan Balej (CZE) Z  | Wolny los Z        | Emil Väre (FIN) P | Gustaf Malmström (SWE) P | 3.            |